# Tipula (Acutipula) iyala
Tipula (Acutipula) iyala is een tweevleugelige uit de familie langpootmuggen (Tipulidae). De soort komt voor in het Afrotropisch gebied.